# ロジャー・クレメンス
ウィリアム・ロジャー・クレメンス（William Roger Clemens,（[ˈklɛmənz]）, 1962年8月4日 - ）は、アメリカ合衆国オハイオ州デイトン出身の元プロ野球選手（投手）。愛称は「ロケット」。歴代最多7度のサイ・ヤング賞を受賞したMLBを代表する投手の1人。

## 経歴

### 生い立ち
クレメンスが3歳の時に両親は離婚。母親はすぐにウッディー・ボウワーと再婚し、今でもクレメンス本人は彼を父親として敬っているが、9歳の頃に死去。1977年までオハイオ州デイトンに住んだ後、高校時代をテキサス州で過ごした。
同州ヒューストンのスプリング・ウッズ高校ではアメリカン・フットボール、バスケットボール、そして野球の3種目でスターとして活躍した。野球では一塁手と投手でテキサス州選抜に選ばれ、3年次にはフィラデルフィア・フィリーズとミネソタ・ツインズから誘いを受けるが、断り大学に進学。
大学からは、アメリカン・フットボールのディフェンシブ・ラインとして1つ、バスケットボールのセンターとして2つの推薦を受けるものの、大学では野球を続けることを選択した。1981年にはサン・ヤシント・カレッジで9勝2敗の成績を記録し、全米選抜に選ばれた。同年ニューヨーク・メッツにドラフト12巡（全米288位）で指名されるがこれを拒否し、テキサス大学へ進学した。
1982年から2年間で25勝7敗、275イニングを投げ、奪三振241を記録。1983年に全米大学野球選手権で優勝し、当時付けていた背番号21は同大最初の永久欠番となっている。それまで全米一の大学野球選手に与えられていたロータリー・スミス賞は2004年よりクレメンスの功績を称えてロジャー・クレメンス賞と改名された。

### レッドソックス時代
1983年のMLBドラフトでボストン・レッドソックスより1巡目（全体19位）指名されたクレメンスはマイナーリーグを駆け上がり、1984年5月15日にメジャーデビューを果たした。この年は9勝4敗、防御率4.32を記録し、新人王の投票で6位に入った（投手ではマーク・ラングストンに次いで2番目）。1985年は肩の痛みにより15試合にしか登板出来なかった。この怪我について、チーム側は投球可能と判断したが、クレメンス側は自らの判断で、低侵襲性の関節鏡手術で知られていたジェームズ・アンドリュース医師を受診。同医師は関節唇損傷と診断し、自ら手術を行った。以下のようにクレメンスは翌年以降輝かしい成績を残すことになるが、このことはアンドリュース医師の名をスポーツ界で一躍高からしめることになった。
1986年にリーグ最多の24勝を記録しチームのワールドシリーズ進出に貢献。敗退はしたものの、先発投手としては1971年にヴァイダ・ブルーが受賞して以来2人目、野手のドン・マッティングリー、ジム・ライスらを抑えてアメリカンリーグMVPを受賞した。殿堂入りしたハンク・アーロンが投手のMVP受賞に対し苦言を呈した際（投手にはサイ・ヤング賞があるため）、クレメンスは「まだ彼がプレーしていたらよかったのに。そしたら頭にボールをぶつけてぱっくり割ってどれだけ俺に価値があるか見せてやるのに」と発言。また初のサイ・ヤング賞を満票で受賞した。
4月29日にフェンウェイ・パークで行われたシアトル・マリナーズ戦で、クレメンスは史上初の9回20奪三振を記録。この記録はケリー・ウッドとランディ・ジョンソンに並ばれてはいるものの、破られてはいない（延長戦を含めるとトム・チェイニーが16回21奪三振を記録している）。クレメンスは20奪三振試合を2度達成しており、これは史上唯一の記録である。2回目は1996年9月18日にタイガー・スタジアムのデトロイト・タイガース戦であり、これは彼の最後から2回目のレッドソックスでの試合であった。最初の20奪三振試合の時と同様、四球は出さなかった。
1987年は20勝9敗、256奪三振、防御率2.97などを記録し、ジミー・キーらを抑えて2度目のサイ・ヤング賞を受賞。
1988年には球団新記録となるシーズン291奪三振を記録。
1990年には防御率1.93、21勝6敗、209奪三振を記録し、奪三振の通算記録でサイ・ヤングの1341を上回り球団記録となった。しかし、サイ・ヤング賞の投票では27勝を挙げたボブ・ウェルチに次ぐ2位だった。
1991年は18勝10敗、241奪三振、防御率2.62などを記録し、スコット・エリクソン、ジム・アボットらを抑えて3度目のサイ・ヤング賞を受賞。
1992年は18勝11敗、208奪三振、防御率2.41などを記録したが、サイ・ヤング賞の投票ではデニス・エカーズリー、ジャック・マクダウエルに次ぐ3位だった。
1993年から1996年の通算成績は40勝39敗であった。そのうち2シーズンでは負け越し、最多勝利は11勝であった。ただし、それでも防御率はリーグ平均より良かったのだが、ダン・デュケットGM（ゼネラルマネージャー）は「もうあいつもトシだ。消耗しきって、かつてのような力はなくなった」と発言するようになった。1996年シーズン終了後にFA権を取得するクレメンスに対し、4年総額1000万ドル（出来高込みで2000万ドル）を提示したが、クレメンスはこれに納得せず、FAを宣言しボストンを離れることに。クレメンスがレッドソックスで挙げた通算192勝はサイ・ヤングと並んで球団記録である。クレメンスがレッドソックスを去ってから彼の背番号であった“21”を付けた選手はいない。

### ブルージェイズ時代
FAとなったクレメンスに対し、12球団が複数年契約を提示し、トロント・ブルージェイズの球団幹部やニューヨーク・ヤンキースのジョージ・スタインブレナーはクレメンスの自宅まで来て獲得に乗り出した。そして1996年12月13日、4年総額4000万ドルでトロント・ブルージェイズへ移籍した。
ブルージェイズには2年在籍し、両年ともサイ・ヤング賞、20勝、そして投手三冠（勝数、防御率、奪三振）を達成。チーム全体としては期待を大きく裏切る結果でプレーオフ進出も果たせなかった。1997年7月12日のブルージェイズとして初めてのフェンウェイ・パークでの登板では、8回を4安打、1失点に押さえ、24個のアウトのうち16個が三振で、対戦した打者全員から最低1回は三振を奪った。1996年の“全盛期を過ぎた”発言はクレメンスが活躍を続けるにつれて皮肉度を増していき、デュケットの進退問題にまで発展した。ボストンを去ってからのクレメンスの通算成績は162勝73敗である。

### ヤンキース時代
1999年2月18日、再度新天地を求め、デビッド・ウェルズ、ホーマー・ブッシュ、グリーム・ロイドとの1対3のトレードでニューヨーク・ヤンキースに移籍。その際、背番号22が空くまでごく一時的に12を付けていた。1999年、MLBオールセンチュリー・チームに選出された。1999年と2000年には念願であったワールドシリーズ制覇を果たした。
2000年のシーズンにはニューヨーク・メッツの捕手・マイク・ピアッツァとの不仲が伝えられた。2000年7月8日のメッツ戦で、クレメンスはピアッツァの頭に死球を与えてしまう。以前からピアッツァはクレメンスとの対戦成績が非常によく、1か月前にも満塁本塁打を彼から打ったばかりなのでその恨みであったのだろうとの推測を受けた。この出来事とその後はメディアで大きく報じられ、ピアッツァはクレメンスを大きく批判。その一方で、自軍の正捕手に死球が与えられても報復死球を行わなかったメッツにも矛先が向かった。そしてそのシーズンでヤンキースとメッツがワールドシリーズで対戦することになると、この2人の因縁に注目する人は多かった。
クレメンスが先発登板した第2戦のピアッツァの第1打席ではバットが折れ、その部分がクレメンスに向かって飛んできた。彼はそれを拾い、ピアッツァが走っていた一塁線に向かって投げつけた。バットの破片はピアッツァには当たらなかったものの、両軍のベンチが飛び出し大乱闘になった。クレメンスは後に、彼は破片をボールと間違えて投げたと述べたが、普通一塁にボールを転送する際とは投げる方向が全く異なっていたため、これを信じる人は少なかった。メッツの投手アル・ライターは、「もし彼が本当に間違えたのだったら、ティノ（・マルティネス、ヤンキースの一塁手）に破片を投げつけるべきではなかったのかい?」と皮肉った。
この様な頻繁な因縁のぶつかり合いにも関わらず、両者は特に積極的に争いを展開させる気は薄かった。ボストン・グローブ紙の記者はこの両者の争いを2人の学校の番長に例え、喧嘩を怖がっているもののやらざるをえなくなって困惑している、と述べた。この試合でクレメンスに退場は告げられなかったものの、罰金5万ドルが課せられた。この試合、彼はメッツを8回2安打無失点9奪三振に抑えた。
2001年9月19日、クレメンスは史上初めて1敗しかせずに20勝を記録する。その年の最終成績は20勝3敗、213奪三振、防御率3.51などを記録し、マーク・マルダー、フレディ・ガルシアらを抑えて6度目のサイ・ヤング賞を受賞。
2002年6月15日にピアッツァとのトラブルが起きて以来初めてシェイ・スタジアムで登板した。ナショナルリーグでの試合ということは、クレメンス自身も打席に立つことになり、これはメッツにとってクレメンスに"復讐"を果たす絶好の機会であった。大方の予想だとクレメンスは死球を受けるということであったが、現実には異なった。メッツの先発投手ショーン・エステスの投球はクレメンスの背中の後ろを通り抜け、観客の失望とともに審判から警告を受けた。この警告のお陰でクレメンスに死球を与えることは事実上できなくなったが、この試合でメッツは4得点を挙げ、しかもピアッツァとエステスはクレメンスから本塁打を打ち、違った方法での復讐を遂げた。
2003年の序盤にクレメンスはシーズン後の引退を発表。同年6月13日のヤンキー・スタジアムでのセントルイス・カージナルス戦で通算300勝と4000奪三振をエドガー・レンテリアから奪い、この2つの記録を同一試合で達成した唯一の選手となった。この300勝は4度目のチャレンジで達成したものであり、そのうちの2回ではヤンキースの中継ぎが打ち込まれてしまい勝ち星が消えてしまっていた。300勝を挙げたのは史上21人目であり、4000奪三振はノーラン・ライアン、スティーブ・カールトンに次ぐ史上3人目であった。
クレメンスの2003年シーズン終盤は幾度と無く引退に関連付けたイベントが開催され、ホーム・アウェイ問わず盛大な歓声で迎えられていた。特に長年ホームとしていたフェンウェイ・パークでの最終登板では中々歓声が鳴り止むことは無かった（ヤンキースはこの年レッドソックスとア・リーグリーグ優勝決定シリーズで再戦することになったため、2回の"最終登板"があった）。また、レギュラーシーズン最終戦ではヤンキースの代理監督としても采配を振った。フロリダ・マーリンズと対戦したワールドシリーズでは1度先発登板し、降板時は1-3で負けていた。降板する際にはマーリンズ側もベンチから全員フィールド上に出てスタンディング・オベーションでクレメンスを見送っていた。

### アストロズ時代

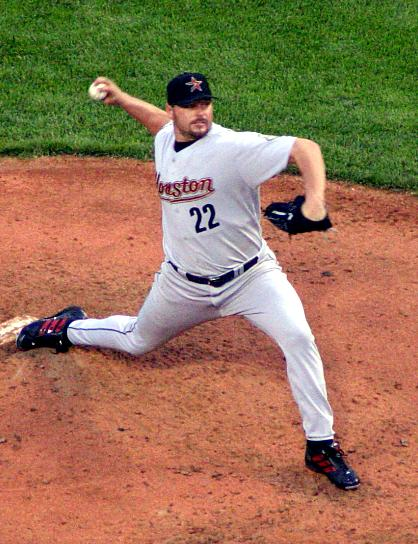
アストロズ在籍時のクレメンス（2004年）

クレメンスは結局引退を撤回し、故郷テキサスのヒューストン・アストロズと1年契約を2004年1月12日に結んだ。これは、地元の家族とそばにいるためと、同じくヤンキースから移籍したアンディ・ペティットともう一度野球をやりたかったからと本人は言っている。同年5月5日には4137個目の三振を奪い、カールトンを抜き去り歴代最多奪三振でライアンに次ぐ2位につく。この年18勝4敗を記録し、通算成績も328勝164敗に伸ばした。また、歴代最多（7度目）、最年長（42歳）、最多球団（4球団）でのサイ・ヤング賞受賞を達成した。両リーグでサイ・ヤング賞を受賞したのはゲイロード・ペリー、ペドロ・マルティネス、ジョンソンに並ぶ歴代4人目である。
家族との時間を望んで居住地のアストロズと契約した経緯があり、契約内容には「登板しないホームゲーム時には、チームに帯同しなくてよい。」、「登板しない遠征には同行しなくてよい。」が付け加えられたが、これは全試合帯同が基本のメジャーリーグでは異例のことである。息子の少年野球を見に行って、観客席から審判にクレームをつけて、審判から退場を宣告されたこともあった（試合後にクレメンスが審判に謝罪している）。
オフに再び引退をほのめかすが、またもや撤回。アストロズの1350万ドルのオファーに対し、クレメンス側は2200万ドルを要求。2005年1月21日に両者は1800万22ドルの契約に合意、年俸調停を避けることに成功した。この契約によりペドロ・マルティネスの1750万ドル（2004年）を上回る1年ごとの契約金額でメジャー史上最高額の投手になった。一方で同年オフには日本プロ野球 (NPB) のパシフィック・リーグに新規参入した東北楽天ゴールデンイーグルスの球団オーナーを務める三木谷浩史がクレメンスに関心を示していたが、獲得は実現しなかった。
2005年は13勝8敗だったが、彼の記録した防御率1.87はこの年のMLB全体で一番低く、また彼の現役生活でも一番低く、そしてナ・リーグ投手が挙げたものとしてはライバルと言われている名投手グレッグ・マダックスが 1995年に記録して以来のものであった。にも関わらず、13勝止まりだったのは、打線の援護がなかったからだと言われている。アストロズ打線はクレメンス登板試合で平均3.5点しか打てず、その上32回の先発登板中9回も相手投手に完封されていた。アストロズはこのシーズン5試合ものクレメンス登板試合を 0-1で落としており、4月には3連続も喫している。
4月8日にはシンシナティ・レッズに勝ったことにより近代野球の勝ち星数でカールトンに並び、また第二次世界大戦以降にキャリアが始まった投手としては最多となった（後にグレッグ・マダックスに更新された）。しかし、そこからカールトンを抜くにはアストロズのひどい得点力に悩まされ1か月かかった。5月9日にやっとマーリンズに勝ったことにより通算330勝目を記録。
2005年の最終先発登板では、クレメンスは通算4500奪三振を記録。同年10月9日には1984年以来となるリリーフ登板を果たす。その試合の15回に代打として登場し、その後3イニングを投げアトランタ・ブレーブス戦の勝利に貢献した。これはMLB史上最長のポストシーズンゲームとなり、18回まで続いた。勝ち星はクレメンスについた。ナ・リーグ優勝決定シリーズで勝った後、アストロズはワールドシリーズに進出した。しかし、第1戦でクレメンスは2回しか持たず降板。初のワールドシリーズ進出となったアストロズだったが4連敗であっさり敗退。筋を痛めたことによりクレメンスの調子は決して良くなかった。このシーズンはサイ・ヤング賞の投票ではクリス・カーペンター、ドントレル・ウィリスに次ぐ3位だった。
同年オフ、球団は高年俸・高年齢を理由に年俸調停を申請せず、クレメンスはフリーエージェントとなった。調停を申請しなかったアストロズはルール上、2006年5月1日まで再契約が出来なくなった。この時他にもテキサス・レンジャーズ、レッドソックス、ヤンキースらが契約に興味を示したものの、本人は2006 ワールド・ベースボール・クラシックで引退することを示唆。同大会に集中するためとしてしばらく進退の公表を控えていたが、WBC2次ラウンド・メキシコ戦敗退後には「個人的には、現段階で『さようなら』だ」との発言をしていたため、引退が噂された。しかし、正式な引退発表は出されないままであった。
結局、2006年5月31日にアストロズで現役を続行することが決まり、1年契約で2200万22ドルもの巨額の契約を結んだ（ただし、シーズン途中からの入団となるため、実質的に受け取った額は約1200万ドルほど）。契約額には"22"が2つ。記者会見の開始時刻も12時"22"分。さらにはメジャー復帰登板の予定日が6月"22"日と背番号にちなんで22づくしとなった。
2005年を最後にジョン・フランコの出場がなかったため、2006年からの2年間はジェイミー・モイヤーとともに現役最年長投手となった（野手ではフリオ・フランコ）。
2006年6月22日のツインズ戦で復帰を果たした。結局、7勝6敗の成績に終わり、前年度に続いて年俸に見合う勝ち星を挙げられなかった。しかし、防御率は2.30という好成績で、またしても打線の援護の無さが際立つシーズンとなった。平均投球回数は6回を少し切る程度で、8回まで投げたことはなかった。

### ヤンキース復帰
2007年、現役を続けるならヒューストンかニューヨークと言われ、ロビンソン・カノが背番号を22から24へ変えて22番を空けていたことなどからヤンキース入団が噂されていたが、5月6日のヤンキース対マリナーズ戦のセブンス・イニング・ストレッチ中に、自らマイクを取ってヤンキースとマイナー契約をしたことを電撃的に表明、ヤンキースタジアムのファンは大歓声でこれを迎えた。

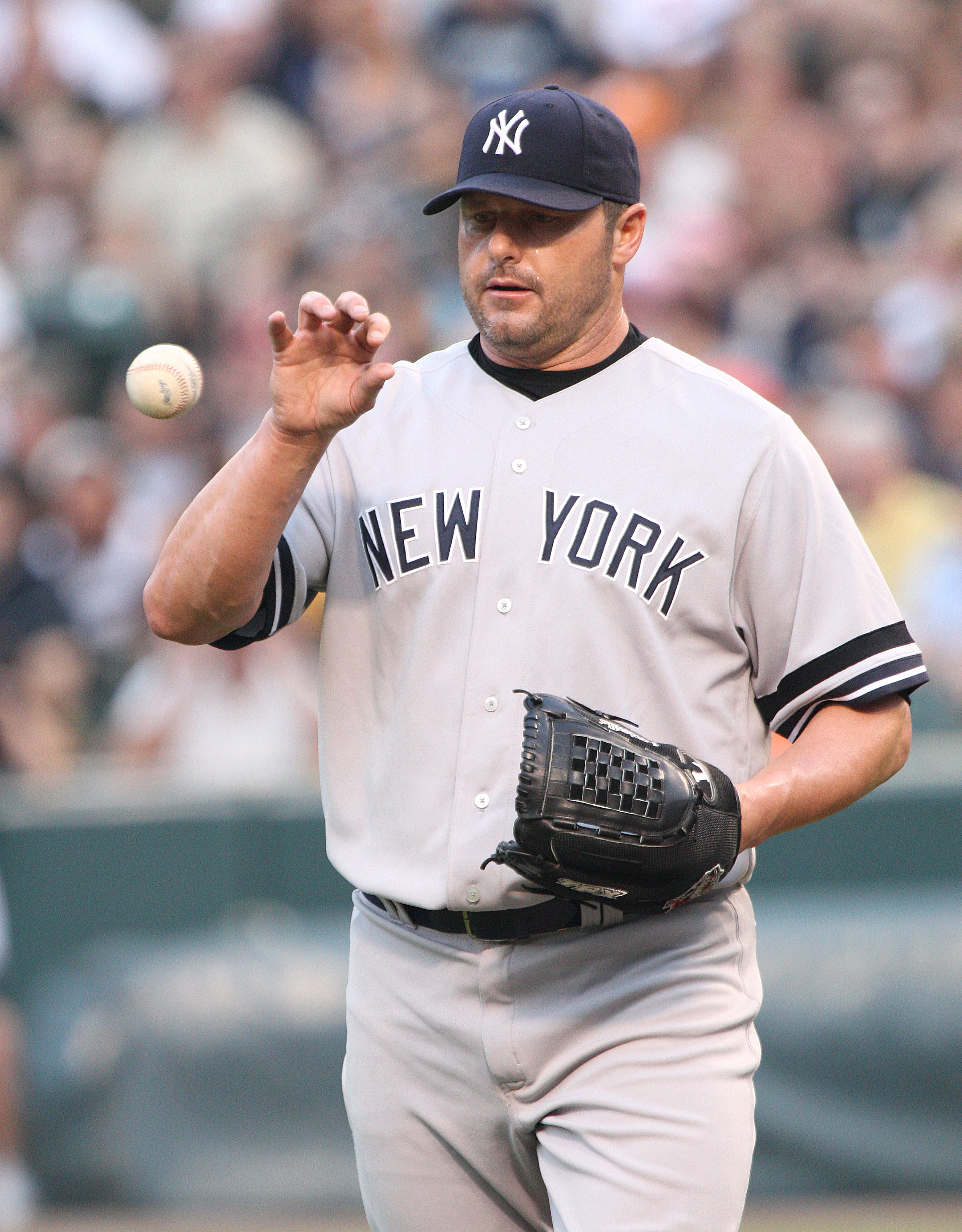
ヤンキース時代（2007年）

6月9日のパイレーツ戦にて復帰登板し、6回を7奪三振3失点で勝利。7月2日のミネソタ・ツインズ戦で8回を1失点で抑え通算350勝（MLB史上8人目、1963年ウォーレン・スパーン以来44年ぶり）を達成した。

### ヤンキース退団後
2007年12月、ミッチェル・レポートの公表により禁止薬物の使用が疑われ、以降は引退表明のないまま所属球団のない状態となっていた。
2008年2月には、下院政府改革委員会の公聴会で禁止薬物の使用を全面否定する証言をしたが、2011年8月に連邦大陪審によって偽証罪で起訴された。
2011年11月には、息子のコービーが参加していたプエルトリコのウィンターリーグ"リーガ・デ・ベイスボル・プロフェシオナル・デ・プエルトリコ"のマヤゲス・インディオスとの契約が噂されたが、契約せず。
2012年6月、連邦地裁により前述の偽証の疑いについて無罪の評決が下される。8月20日に北米独立リーグであるアトランティックリーグのシュガーランド・スキーターズと契約。同月25日のブリッジポート・ブルーフィッシュ戦で5年ぶりの実戦登板を果たした。2度目の登板となった9月8日に息子コービー（捕手として出場）と親子バッテリーを組み、4.2イニングを無失点に抑える好投を見せた。

## ポストシーズンでの活躍
1986年のア・リーグ優勝決定シリーズでは、第1戦に打ち込まれ、第4戦では自身が守り抜いた3-0のリードを救援陣が打ち込まれ、そして第7戦では好投してレッドソックスをワールドシリーズに導いた。この第7戦での勝利はクレメンスにとって人生初のポストシーズン勝利であり、2個目を挙げたのはその13年後であった。
1986年ワールドシリーズ第2戦では打ち込まれたものの、第6戦では再びマウンドに登り、その試合で本来ならばレッドソックスが勝つはずであった。7回を投げ3-2で勝っている所で降板したものの、延長10回で結局負けてしまい、ワールドシリーズ自体も敗退。この際のクレメンス降板が、結果的に後続が打たれたことから批判を浴びる対象となった。当時のレッドソックス監督ジョン・マクナマラはクレメンスのマメが潰れたため降板させたと述べているが、後年本人はそれを否定している。
クレメンスのポストシーズンにおける最も大きな敗北は1990年ア・リーグ優勝決定シリーズ第4戦対オークランド・アスレチックスであり、その試合でクレメンスは審判と抗議した末退場処分をくらい、レッドソックスもその試合に負け4連敗で敗退してしまった。1991年シーズンの最初の5試合に出場停止処分を受け、また罰金1万ドルも課せられた。この他にも勝敗がつかない先発登板を1988年と1995年に経験しており、両方のシリーズでレッドソックスは4連敗を喫している。しかし、これらの成績を差し引いてもレッドソックスのエースはクレメンスだという事実は揺れ動かなかった。レッドソックスでのポストシーズンの通算成績は1勝2敗、防御率3.88に45奪三振である。
1999年のポストシーズンでヤンキースが唯一負けた試合はクレメンスが先発登板していたボストンとの試合（相手投手はマルティネス）であったが、その後クレメンスはポストシーズンでの成績も上昇していく。ヤンキースでのワールドシリーズでは通算3勝0敗であり、その中には2000年メッツとのワールドシリーズで0勝2敗で、勝たなくてはいけない登板で勝った試合も含まれている。クレメンスのヤンキースでの通算成績は7勝4敗、防御率3.17に98奪三振である。
アストロズでは、2004年ナ・リーグ優勝決定シリーズ第7戦対カージナルスでの敗戦投手であった。2005年のポストシーズンでの活躍は明暗がくっきり分かれてしまった。リリーフ登板してチームを救った試合もあれば、ワールドシリーズでは2回ですぐに降板してしまった。アストロズでのポストシーズンの通算成績は4勝2敗、防御率4.60で29奪三振である。
クレメンスのポストシーズンでの通算成績は34試合に先発登板し12勝8敗であり、防御率はシーズンの通算成績より0.6以上も悪い。

## 引退宣言と撤回
2003年、通算300勝を達成したクレメンスは現役引退を表明する。ところがシーズンオフに「99%」と語っていた引退を撤回。故郷テキサスのヒューストン・アストロズと契約を結んだ。
2004年は一度引退を表明した選手とは思えないすばらしい成績を残す。そしてオフ、クレメンスは再び「99.9%引退する」と宣言する。しかし、その後FAを宣言したり、年俸調停で球団側に2200万ドルを提示するなど現役続行への動きを見せ、2005年1月22日に投手としては史上最高額となる1800万ドルの1年契約を結んだ。これは野手を含めても史上4位タイの高額契約だった。
彼がたびたび引退を仄めかすのには理由がある。最愛の母・ベスが病気がちな上、かなりの高齢であるため、生きているうちに殿堂入りをする自分の姿を母に見せてあげたいと思っていたからであった（引退後5年を経過しなければ殿堂入りの資格は得られない）。そのため、オフのたびに現役続行か引退かで心が揺れ動いていた。そして、2005年9月14日午前4時30分ごろ、息子の殿堂入りを見届けることなくクレメンスの母は75歳でこの世を去った。当日先発予定だったクレメンスは「前の晩、母に『仕事に行きなさい』と言われた」と、母の死を見届けた後、予定通りに先発登板。ワイルドカードを争うマーリンズを7回途中、1失点に抑え12勝目。通算340勝目を天国の母へ捧げた。
その後も2005年のシーズンオフにアストロズを自由契約となった後、WBC2次リーグ敗退の際「現時点では『さよなら』だ」という引退表明とも取れるコメントを残したが、2006年5月31日に2200万0022ドルでアストロズと1年契約ながら再契約を結んだ。

## 人物
強いプロ意識と厳しい鍛錬に裏打ちされたパワーと技術は高い評価を得ている。多くの投手がクレメンスに憧れ、手本としている。同時に短気と荒い気性でも知られ、ビーンボールを投げることで有名である。
クレメンスには、人間としてより投手としての本能が勝っていることを示すエピソードがある。妻と遊びの野球ゲームをしていたとき、クレメンスの投げた山なりボールを妻がジャストミートし、ボールは遙か遠くへ飛んでいった。そしてクレメンスが次に放ったボールは全力剛速球のビーンボールであった。同様に2006年の春季キャンプ、ワールド・ベースボール・クラシックのための調整でマイナーリーグに登板した際に長男のコービー・クレメンス（当時1Aの選手、2005年ヒューストン・アストロズに8巡目（全米254位）で指名され入団した。）に本塁打をされると、やはり次の打席での彼に対する初球はビーンボールであった。打者が誰であろうと、打たれるのを絶対に許さないというクレメンスの闘争本能を示すエピソードである。
クレメンスは長年にわたり歯に衣を着せぬ発言でも注目を浴びている。自分で自分の荷物を空港で持たなければいけないことに文句を言ったり、本拠地であったフェンウェイ・パークを設備の老朽化から"平均以下の球場"と言述している。2006年4月4日に熱狂的だったWBCでの日本と韓国の応援についてのコメントを求められると、「みんな日韓戦を見に行ったんだろうね。ドライクリーニング屋（アメリカでは中国、韓国人経営者が多い）がどこも閉まっていた」と、人種差別的発言とも捉われかねない配慮に欠ける発言を行っている。また、彼の引退宣言はもはやオフ・シーズンの風物詩ともなっている。

### 家族
三振には特に強いこだわりがあり、4人の子供の名前の頭文字はいずれもスコアブックで三振を意味する「K」となっている。また、ミドルネームはいずれも「A」から始まっており、これはエース（Ace）を意味している。長男コービー（Koby Aaron Clemens）、次男コリー（Kory Alen Clemens）、三男ケイシー（Kacy Austin Clemens）、四男コディ（Kody Alec Clemens）。
４人ともドラフト指名されているが次男のコリーは大学進学の為、プロ入りはしていない。
- 長男コービー（英語版）（捕手・三塁手）：2005年のMLBドラフト8巡目（全体254位）でアストロズ。2012年には独立リーグで父とバッテリーを組んだ。引退して野球指導者になっている。
- 次男コリー（投手）：2013年のMLBドラフト35巡目（全体1037位）でアストロズ。
- 三男ケイシー（一塁手）：2017年のMLBドラフト8巡目（全体249位）でブルージェイズ。
- 四男コディ（二塁手）：2018年のMLBドラフト3巡目（全体79位）でタイガース。四人兄弟では初めてのメジャー昇格。

## 選手としての特徴
最速100mphの速球と落差の大きいスプリッターを最大の武器にしていた。その他、カーブやカッター気味のスライダーなども交えていた。
日頃からの節制・鍛錬（"hard work"）の結果、39歳を超えても100mphの速球や93mphスプリッターを計時するなど十分な球威を保った。スプリッターの球速の調整は腕の振りの緩急ではなく、親指の位置を変えることによって行っていたという。
メジャーの全打者、全球審の傾向を綿密にノートに記載し続けており、加えて優れた制球力を持つため、ストライクゾーンの左右高低を最大限に利用した組み立てを実践した。特に内角にボールを投げるのを恐れず、最多死球を記録したのは1995年の1回だけだが、その他にも幾年にわたり上位にランクインしている。2000年のア・リーグ優勝決定シリーズ対マリナーズ戦で、監督のルー・ピネラはクレメンスのことを「頭狩り」と呼んでいる。その年に発生したピアッツァとの死球を巡る騒動は様々な人の中に「決して謝らない」「ふてぶてしい」等の印象を植え付けてしまった。アストロズと契約する前はずっと投手が打席に立たないア・リーグでプレーしていたため、死球を与えることに対して何の感情も持っていない、と言われたこともある。クレメンス自身は2005年にキップ・ウェルズ、2006年にフアン・マテオから死球を受けている。
打撃も得意で、大きい身体を揺さぶりながら走る。
オフのトレーニングがハードである事も知られている。引退宣言を撤回し、現役を続行するとの知らせを聞いた松井秀喜は、未だにハードなトレーニングを続ける事を考え、「信じられない」との発言を残した。

## 薬物疑惑
2007年12月13日付けで公表された前上院議員のジョージ・J・ミッチェルによる報告書（ミッチェル報告書）に複数のアナボリックステロイド、およびヒト成長ホルモン（HGH）などの投与を受けていたとして、トレーナーのブライアン・マクナミーの証言をもとに実名で克明にその使用経緯が記載されている。
この報告書によると、クレメンスは1997年のトロント・ブルージェイズ時代にトレーナーのマクナミーと出会い、マーリンズ戦を含む遠征の後半か遠征から戻った直後に最初のステロイドホルモン剤、ウィンストロール（Winstrol）を自身から用意してマクナミーに臀部に注射するように依頼した。マクナミーはその後、数週間の期間に大体4度、クレメンスのアパートのあるスカイドームにてクレメンスの用意した針を使って投与した。1998年のシーズン中にはクレメンスはステロイドの中でも最も強力な効果が得られると考えられているアナドロール50（Anadrol-50）という薬について、使用はしていないもののその情報をマクナミーに尋ねている。
マクナミーは1998年にウィンストロールを投与して以来、クレメンスは劇的に身体能力が向上したと、クレメンス自身の言葉を交えて証言している。1999年にクレメンスがヤンキースへ移籍した際、マクナミーはブルージェイズとの契約期間中であったが、クレメンスの強い要望から2000年にはヤンキースへ移籍している。クレメンスは個人的にマクナミーをトレーナーとして雇い、オフシーズンの数週間、春季キャンプの1・2週間、シーズン中何度かにわたって個人的にトレーニングを受けている。
2000年にはデビッド・セギーから紹介されたカーク・ラドムスキーを通じてマクナミーが入手したテストステロン（製品名：サスタノン250（Sustanon 250）かデカ・デュラボリン（Deca-Durabolin）をシーズン後半に4から6回にわたって投与を受けている。同期間中には更にマクナミーによる利害の説明の後、HGHの投与を4から6回にわたって受けている。多分、HGHについてはクレメンスから言い出した事だったとマクナミーは証言している。この後2001年の8月までは薬物についての会話はマクナミーとの間ではなかったものの、2001年の8月には再び同じテストステロンを4から5回にわたってクレメンス自身のアパートで投与を受けている。マクナミーの知る限り、この時はHGHの使用はなかった。マクナミーは2001年を以てヤンキースを離れ、その後は再びクレメンスがマクナミーに薬物の投与を依頼する事はなかったとしている。2006年12月のニュース記事ではマクナミーが「クレメンスやアンディ・ペティットにステロイドを提供した事はない」と述べたと伝えられていたが、否定したのは「自分の名誉を守るためだった」と説明した。
ラドムスキーもセギーを通して2000年から2004年にかけてマクナミーにステロイドとHGHを提供したと証言した。ホセ・カンセコはデカ・デュラアボリンやウィンストロールの利点についてクレメンスと数多くの会話を交わした事を報告書作成の調査員に語っている。クレメンスはマクナミーに対して薬物使用をやめた理由は全く述べておらず、マクナミーも2001年から後はクレメンスが薬物を使用したかどうかは関知していないと述べている。このマクナミーの告発について情報を提供するためにミッチェルが面会を要求したが、クレメンスはこの要求を拒否した。
クレメンスは「潔白を証明したい」と自ら下院公聴会の開催を要求した。2008年2月13日に開催された公聴会で、クレメンスは「注射されたのはビタミン剤であり、ステロイドやHGHは一度も使用していない」と完全否定したが、マクナミーは投与した事を明言し、両者の証言が対立したままで終わった。なお、マクナミーがミッチェル報告書作成時に他に注射したと証言したペティットとチャック・ノブロックは共に下院の調査に対して薬物使用を告白し、証言が真実である事を認めている。ペティットはクレメンス本人からHGHを使用していると明かされた事も話した。
2010年8月19日に偽証に問われて起訴された。しかし偽証を立証出来る決定的な証拠が無かったために2012年6月18日に偽証罪や虚偽の陳述及び公聴会の妨害等、6つの罪状全てで無罪となった。
投手として歴代有数の実績を持ちながら現役時代の薬物疑惑が悪印象となり、アメリカ野球殿堂からは表彰されていない。得票率では2013年の37.6%から徐々に上がり、2020年時点で在60%程度となっているが、バリー・ボンズとは毎年例外なく2%以内の差で推移している。資格最終年の2022年に殿堂入りを逃し、殿堂入り資格を失う。本人はこれを受けてTwitter上で「私も家族も、野球殿堂は10年前に過ぎたものと考えることにしました」とコメントした。

## 不倫疑惑
2008年4月28日に、ニューヨーク・デイリーニューズ紙は、カントリー・ミュージック歌手のミンディ・マクレディが15歳だった時期からクレメンスと長期的な不倫関係にあった疑惑を報道した。「クレメンスがレッドソックスに所属し、既に結婚し2児の父親であった28歳の時に、カラオケバーでマクレディと知り合い、不倫関係が始まった」と伝えた。これに対し、クレメンスの弁護士は「クレメンスはマクレディと不適切な関係を持った事は無いときっぱり否定しており、彼は彼女を家族ぐるみの友人と考えている。彼と彼女に性的な関係は一度も無い」と語り、両者は長い付き合いだが性的な関係は持っていないとした。また、クレメンス夫人もマクレディの事を知っており、クレメンスとマクレディが飛行機で旅行していた事も知っていると明かした。マクレディは取材に対し、泣き崩れながら長い付き合いである事を認めた。
マンハッタンのバーテンダーやプロゴルファーの元妻らとの複数の女性関係があった事もマクレディの暴露後に次々と実名入りで報道された。2008年5月5日に「私は、家族とファンに対して、申し訳なく思っている。誰にでも間違いはある。正しくないことをしてしまった」と個人広報を通じて声明を発表したが、薬物疑惑については否定した。
2008年11月17日にマクレディはより詳細に話した。2人の関係は10年以上続き、マクレディと結婚するためにクレメンスが妻と別れる事を拒否して関係が終わった。彼女はクレメンスと会ったのは15歳の時ではなく16歳の時であったと訂正した。

## 詳細情報

### 年度別投手成績
| 年 度     | 球 団     | 登 板 | 先 発 | 完 投 | 完 封 | 無 四 球 | 勝 利 | 敗 戦 | セ 丨 ブ | ホ 丨 ル ド | 勝 率 | 打 者 | 投 球 回 | 被 安 打 | 被 本 塁 打 | 与 四 球 | 敬 遠 | 与 死 球 | 奪 三 振 | 暴 投 | ボ 丨 ク | 失 点 | 自 責 点 | 防 御 率 | W H I P |
| --------- | --------- | ----- | ----- | ----- | ----- | -------- | ----- | ----- | -------- | ----------- | ----- | ----- | -------- | -------- | ----------- | -------- | ----- | -------- | -------- | ----- | -------- | ----- | -------- | -------- | ------- |
| 1984      | BOS       | 21    | 20    | 5     | 1     | 3        | 9     | 4     | 0        | --          | .692  | 575   | 133.1    | 146      | 13          | 29       | 3     | 2        | 126      | 4     | 0        | 67    | 64       | 4.32     | 1.31    |
| 1985      | BOS       | 15    | 15    | 3     | 1     | 0        | 7     | 5     | 0        | --          | .583  | 407   | 98.1     | 83       | 5           | 37       | 0     | 3        | 74       | 1     | 3        | 38    | 36       | 3.29     | 1.22    |
| 1986      | BOS       | 33    | 33    | 10    | 1     | 3        | 24    | 4     | 0        | --          | .857  | 997   | 254.0    | 179      | 21          | 67       | 0     | 4        | 238      | 11    | 3        | 77    | 70       | 2.48     | 0.97    |
| 1987      | BOS       | 36    | 36    | 18    | 7     | 4        | 20    | 9     | 0        | --          | .690  | 1157  | 281.2    | 248      | 19          | 83       | 4     | 9        | 256      | 4     | 3        | 100   | 93       | 2.97     | 1.18    |
| 1988      | BOS       | 35    | 35    | 14    | 8     | 2        | 18    | 12    | 0        | --          | .600  | 1063  | 264.0    | 217      | 17          | 62       | 4     | 6        | 291      | 4     | 7        | 93    | 86       | 2.93     | 1.06    |
| 1989      | BOS       | 35    | 35    | 8     | 3     | 0        | 17    | 11    | 0        | --          | .607  | 1044  | 253.1    | 215      | 20          | 93       | 5     | 8        | 230      | 7     | 0        | 101   | 88       | 3.13     | 1.22    |
| 1990      | BOS       | 31    | 31    | 7     | 4     | 2        | 21    | 6     | 0        | --          | .778  | 920   | 228.1    | 193      | 7           | 54       | 3     | 7        | 209      | 8     | 0        | 59    | 49       | 1.93     | 1.08    |
| 1991      | BOS       | 35    | 35    | 13    | 4     | 3        | 18    | 10    | 0        | --          | .643  | 1077  | 271.1    | 219      | 15          | 65       | 12    | 5        | 241      | 6     | 0        | 93    | 79       | 2.62     | 1.05    |
| 1992      | BOS       | 32    | 32    | 11    | 5     | 0        | 18    | 11    | 0        | --          | .621  | 989   | 246.2    | 203      | 11          | 62       | 5     | 9        | 208      | 3     | 0        | 80    | 66       | 2.41     | 1.07    |
| 1993      | BOS       | 29    | 29    | 2     | 1     | 1        | 11    | 14    | 0        | --          | .440  | 808   | 191.2    | 175      | 17          | 67       | 4     | 11       | 160      | 3     | 1        | 99    | 95       | 4.46     | 1.26    |
| 1994      | BOS       | 24    | 24    | 3     | 1     | 0        | 9     | 7     | 0        | --          | .563  | 692   | 170.2    | 124      | 15          | 71       | 1     | 4        | 168      | 4     | 0        | 62    | 54       | 2.85     | 1.14    |
| 1995      | BOS       | 23    | 23    | 0     | 0     | 0        | 10    | 5     | 0        | --          | .667  | 623   | 140.0    | 141      | 15          | 60       | 0     | 14       | 132      | 9     | 0        | 70    | 65       | 4.18     | 1.44    |
| 1996      | BOS       | 34    | 34    | 6     | 2     | 2        | 10    | 13    | 0        | --          | .435  | 1032  | 242.2    | 216      | 19          | 106      | 2     | 4        | 257      | 8     | 1        | 106   | 98       | 3.63     | 1.33    |
| 1997      | TOR       | 34    | 34    | 9     | 3     | 1        | 21    | 7     | 0        | --          | .750  | 1044  | 264.0    | 204      | 9           | 68       | 1     | 12       | 292      | 4     | 0        | 65    | 60       | 2.05     | 1.03    |
| 1998      | TOR       | 33    | 33    | 5     | 3     | 2        | 20    | 6     | 0        | --          | .769  | 961   | 234.2    | 169      | 11          | 88       | 0     | 7        | 271      | 6     | 0        | 78    | 69       | 2.65     | 1.10    |
| 1999      | NYY       | 30    | 30    | 1     | 1     | 0        | 14    | 10    | 0        | 0           | .583  | 822   | 187.2    | 185      | 20          | 90       | 0     | 9        | 163      | 8     | 0        | 101   | 96       | 4.60     | 1.47    |
| 2000      | NYY       | 32    | 32    | 1     | 0     | 1        | 13    | 8     | 0        | 0           | .619  | 878   | 204.1    | 184      | 26          | 84       | 0     | 10       | 188      | 2     | 1        | 96    | 84       | 3.70     | 1.31    |
| 2001      | NYY       | 33    | 33    | 0     | 0     | 0        | 20    | 3     | 0        | 0           | .870  | 918   | 220.1    | 205      | 19          | 72       | 1     | 5        | 213      | 14    | 0        | 94    | 86       | 3.51     | 1.26    |
| 2002      | NYY       | 29    | 29    | 0     | 0     | 0        | 13    | 6     | 0        | 0           | .684  | 768   | 180.0    | 172      | 18          | 63       | 6     | 7        | 192      | 14    | 0        | 94    | 87       | 4.35     | 1.31    |
| 2003      | NYY       | 33    | 33    | 1     | 1     | 0        | 17    | 9     | 0        | 0           | .654  | 878   | 211.2    | 199      | 24          | 58       | 1     | 5        | 190      | 5     | 0        | 99    | 92       | 3.91     | 1.21    |
| 2004      | HOU       | 33    | 33    | 0     | 0     | 0        | 18    | 4     | 0        | 0           | .818  | 878   | 214.1    | 169      | 15          | 79       | 5     | 6        | 218      | 5     | 0        | 76    | 71       | 2.98     | 1.16    |
| 2005      | HOU       | 32    | 32    | 1     | 0     | 0        | 13    | 8     | 0        | 0           | .619  | 838   | 211.1    | 151      | 11          | 62       | 5     | 3        | 185      | 3     | 1        | 51    | 44       | 1.87     | 1.01    |
| 2006      | HOU       | 19    | 19    | 0     | 0     | 0        | 7     | 6     | 0        | 0           | .538  | 451   | 113.1    | 89       | 7           | 29       | 1     | 4        | 102      | 3     | 0        | 34    | 29       | 2.30     | 1.04    |
| 2007      | NYY       | 18    | 17    | 0     | 0     | 0        | 6     | 6     | 0        | 0           | .500  | 420   | 99.0     | 99       | 9           | 31       | 0     | 5        | 68       | 7     | 0        | 52    | 46       | 4.18     | 1.31    |
| MLB：24年 | MLB：24年 | 709   | 707   | 118   | 46    | 24       | 354   | 184   | 0        | *0          | .658  | 20240 | 4916.2   | 4185     | 363         | 1580     | 63    | 159      | 4672     | 143   | 20       | 1885  | 1707     | 3.12     | 1.17    |

- 各年度の太字はリーグ最高
- 「-」は記録なし
- 通算成績の「*数字」は不明年度がある事を示す

### WBCでの投手成績
| 年 度 | 代 表          | 登 板 | 先 発 | 勝 利 | 敗 戦 | セ ｜ ブ | 打 者 | 投 球 回 | 被 安 打 | 被 本 塁 打 | 与 四 球 | 敬 遠 | 奪 三 振 | 暴 投 | ボ ｜ ク | 失 点 | 自 責 点 | 防 御 率 |
| ----- | -------------- | ----- | ----- | ----- | ----- | -------- | ----- | -------- | -------- | ----------- | -------- | ----- | -------- | ----- | -------- | ----- | -------- | -------- |
| 2006  | アメリカ合衆国 | 2     | 2     | 1     | 1     | 0        | 33    | 8.2      | 7        | 0           | 0        | 0     | 10       | 0     | 0        | 2     | 2        | 2.08     |

### 年度別守備成績
| 年 度 | 球 団 | 投手（P） | 投手（P） | 投手（P） | 投手（P） | 投手（P） | 投手（P） |
| 年 度 | 球 団 | 試 合     | 刺 殺     | 補 殺     | 失 策     | 併 殺     | 守 備 率  |
| ----- | ----- | --------- | --------- | --------- | --------- | --------- | --------- |
| 1984  | BOS   | 21        | 11        | 14        | 0         | 0         | 1.000     |
| 1985  | BOS   | 15        | 12        | 9         | 0         | 1         | 1.000     |
| 1986  | BOS   | 33        | 27        | 21        | 4         | 0         | .923      |
| 1987  | BOS   | 36        | 15        | 25        | 0         | 1         | 1.000     |
| 1988  | BOS   | 35        | 17        | 17        | 1         | 1         | .971      |
| 1989  | BOS   | 35        | 17        | 27        | 0         | 1         | 1.000     |
| 1990  | BOS   | 31        | 23        | 26        | 2         | 1         | .961      |
| 1991  | BOS   | 35        | 31        | 30        | 1         | 1         | .984      |
| 1992  | BOS   | 32        | 19        | 25        | 1         | 0         | .978      |
| 1993  | BOS   | 29        | 11        | 20        | 1         | 1         | .969      |
| 1994  | BOS   | 24        | 8         | 19        | 2         | 2         | .931      |
| 1995  | BOS   | 23        | 13        | 19        | 1         | 1         | .970      |
| 1996  | BOS   | 34        | 10        | 23        | 2         | 2         | .943      |
| 1997  | TOR   | 34        | 11        | 39        | 1         | 1         | .980      |
| 1998  | TOR   | 33        | 7         | 27        | 1         | 1         | .971      |
| 1999  | NYY   | 30        | 16        | 30        | 1         | 2         | .979      |
| 2000  | NYY   | 32        | 14        | 32        | 2         | 2         | .958      |
| 2001  | NYY   | 33        | 11        | 33        | 2         | 3         | .957      |
| 2002  | NYY   | 29        | 12        | 17        | 0         | 0         | 1.000     |
| 2003  | NYY   | 33        | 7         | 32        | 1         | 2         | .975      |
| 2004  | HOU   | 33        | 12        | 24        | 0         | 2         | 1.000     |
| 2005  | HOU   | 32        | 8         | 36        | 1         | 1         | .978      |
| 2006  | HOU   | 19        | 4         | 15        | 1         | 3         | .950      |
| 2007  | NYY   | 18        | 4         | 15        | 0         | 2         | 1.000     |
| MLB   | MLB   | 709       | 320       | 575       | 25        | 31        | .973      |

- 各年度の太字はリーグ最高

### タイトル
- 最多勝利：4回（1986年、1987年、1997年、1998年）
- 最優秀防御率：7回（1986年、1990年、1991年、1992年、1997年、1998年、2005年）※7回は歴代2位
- 最多奪三振：5回（1988年、1991年、1996年、1997年、1998年）

### 表彰
- サイ・ヤング賞：7回（1986年、1987年、1991年、1997年、1998年、2001年、2004年）※7回は歴代最多
- シーズンMVP：1回（1986年）
- ピッチャー・オブ・ザ・マンス：15回（1984年8月、1986年4月・6月、1988年7月、1990年8月、1991年4月・9月、1992年5月・8月、1997年5月・8月、1998年8月、2000年7月、2001年6月、2004年4月）
- メジャーリーグベースボール・オールセンチュリー・チーム（1999年）

### 記録
- MLBオールスターゲーム選出：11回（1986年、1988年、1990年 - 1992年、1997年、1998年、2001年、2003年 - 2005年）
- 通算勝利：354（歴代9位）
- 通算投球回：4916.2（歴代16位）
- 通算奪三振：4672（歴代3位）※ノーラン・ライアン、ランディ・ジョンソンに次ぐ
- 通算先発登板：707（歴代7位）
- 通算完封：46（歴代26位）
- 通算四球：1580（歴代9位）
- 通算死球：159（歴代14位）
- 通算300勝・4000奪三振：2003年6月13日（史上3人目）※後にランディ・ジョンソンも達成
- ワールドシリーズ優勝：2回（1999年、2000年）※出場は6シリーズ
- 開幕投手：13回
- シーズン最多完封：6回（歴代4位、3年連続は歴代最長タイ）
- 1試合20奪三振：2回
  - 1986年4月29日、対シアトル・マリナーズ戦
  - 1996年9月18日、対デトロイト・タイガース戦

### 背番号
- 21（1984年 - 1998年）※ボストン・レッドソックスの準永久欠番扱い
- 12（1999年 - 同年途中）
- 22（1999年途中 - 2007年）